# プノン・バケン寺院
プノン・バケン寺院（Phnom Bakheng）は、カンボジアシェムリアップ州にあるヒンドゥー教山岳寺院。古都アンコールにあり、アンコール・ワット寺院の北西1,300m、アンコール・トムの南400mに位置する丘プノン・バケン（バケン山）の上に建つ。10世紀初頭、ヤショーヴァルマン1世（在位889-910年）により建設された。周囲の遺跡とともに世界遺産に登録されている。
ヤショーヴァルマン1世が遷都したヤショーダラブラの都の中心として須弥山（メル山）を表し建造したと伝えられる、5層の基壇の最上壇に5つの祠堂をもつピラミッド型寺院。ヤショーダラブラは一辺4kmの環濠で囲まれ、アンコール・トム（一辺3km）よりもさらに大きかったという。標高67mのプノン・バケンの頂上にあり、寺院の高さは約47m。第1次アンコール王都の中心的寺院である。材質は砂岩が中心。自然の地形をうまく生かし建てられている。主祠堂は、アンコール遺跡のなかで最も高い位置に建つ。5層の基壇からなり、第1基壇は一辺76mである。東西南北の各面にある階段の勾配は70度になり、そこに小塔およびシンハが並ぶ。5層目となる最上段に5棟の祠堂があり、中央の大祠堂とその四辺にある中祠堂により構成されており、5つの祠堂は須弥山の5つの頂を示すともいわれる。5層にはそれぞれ12棟の小祠堂が配され、最下段の周囲を取り囲むように44棟のレンガ造りの祠堂が配置される。インドネシアのボロブドゥール遺跡との類似性が指摘される。
アンコール・ワットが見下ろせる唯一の場所でもあるとともに360°の展望がきき、市街地をはじめ東にアンコール・ワット、西に西バライ、トンレサップ湖、遠方にアンコール三聖山（ひとつはプノン・バケン）のプノン・ボック（標高247m）、プノン・クロム（標高137m）までが遠望できる。夕日のビューポイントになっており、夕方から多くの人でしばしのにぎわいを見せる。象に乗って登ることも可能。ふもとの駐車場付近は常に観光地的な喧騒を呈する。

## 交通アクセス

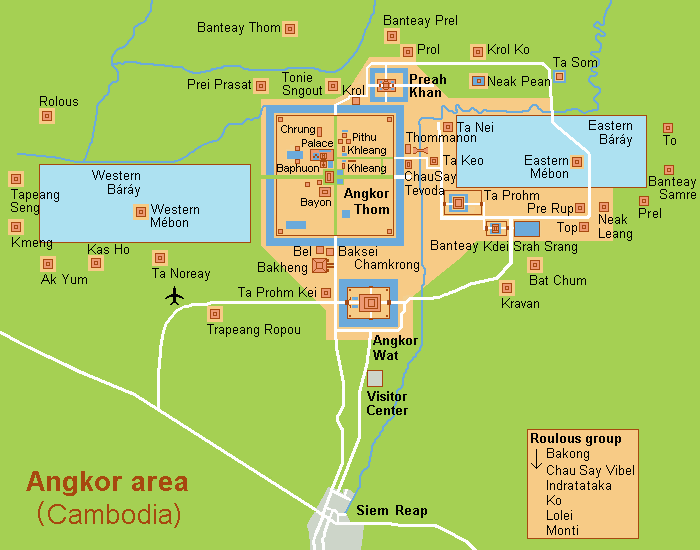
アンコール中心部の地図

- シェムリアップ中心部から約6km。トゥクトゥクで約10分。徒歩1.5時間。
- ふもとから、徒歩約15分。

## ギャラリー

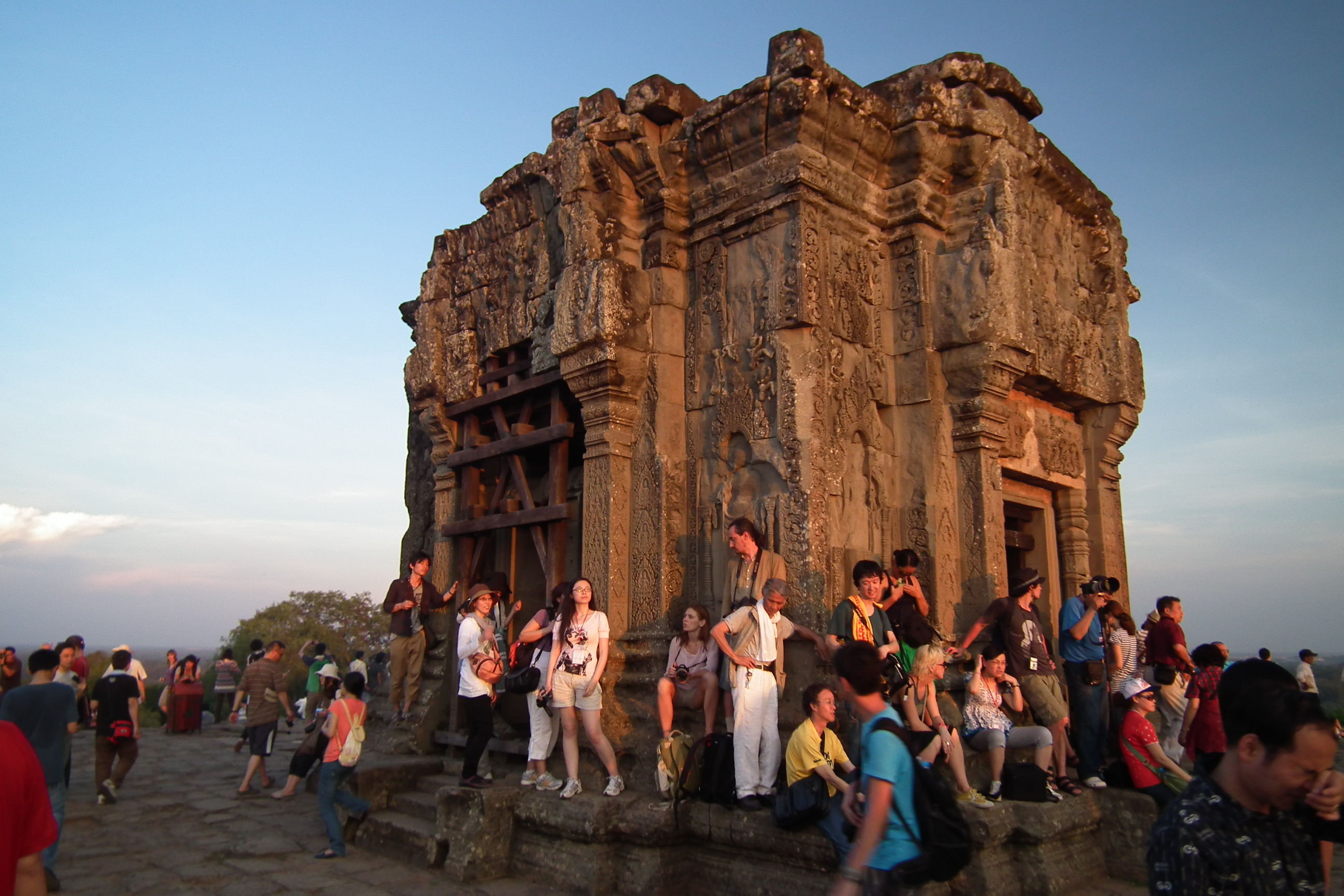
最上壇に建てられた5つの祠堂のひとつ
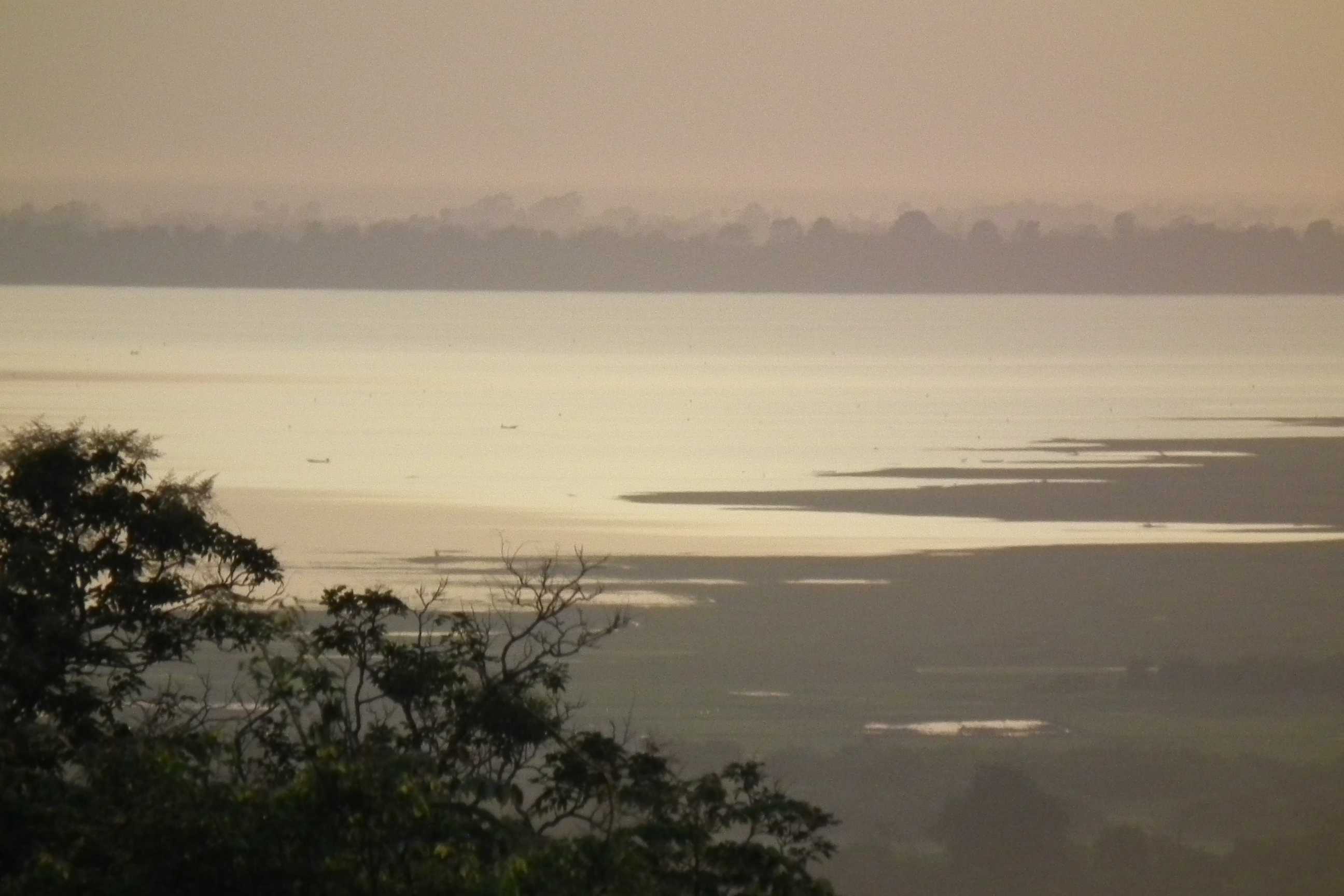
プノン・バケンから見る夕暮れ時のトンレサップ湖
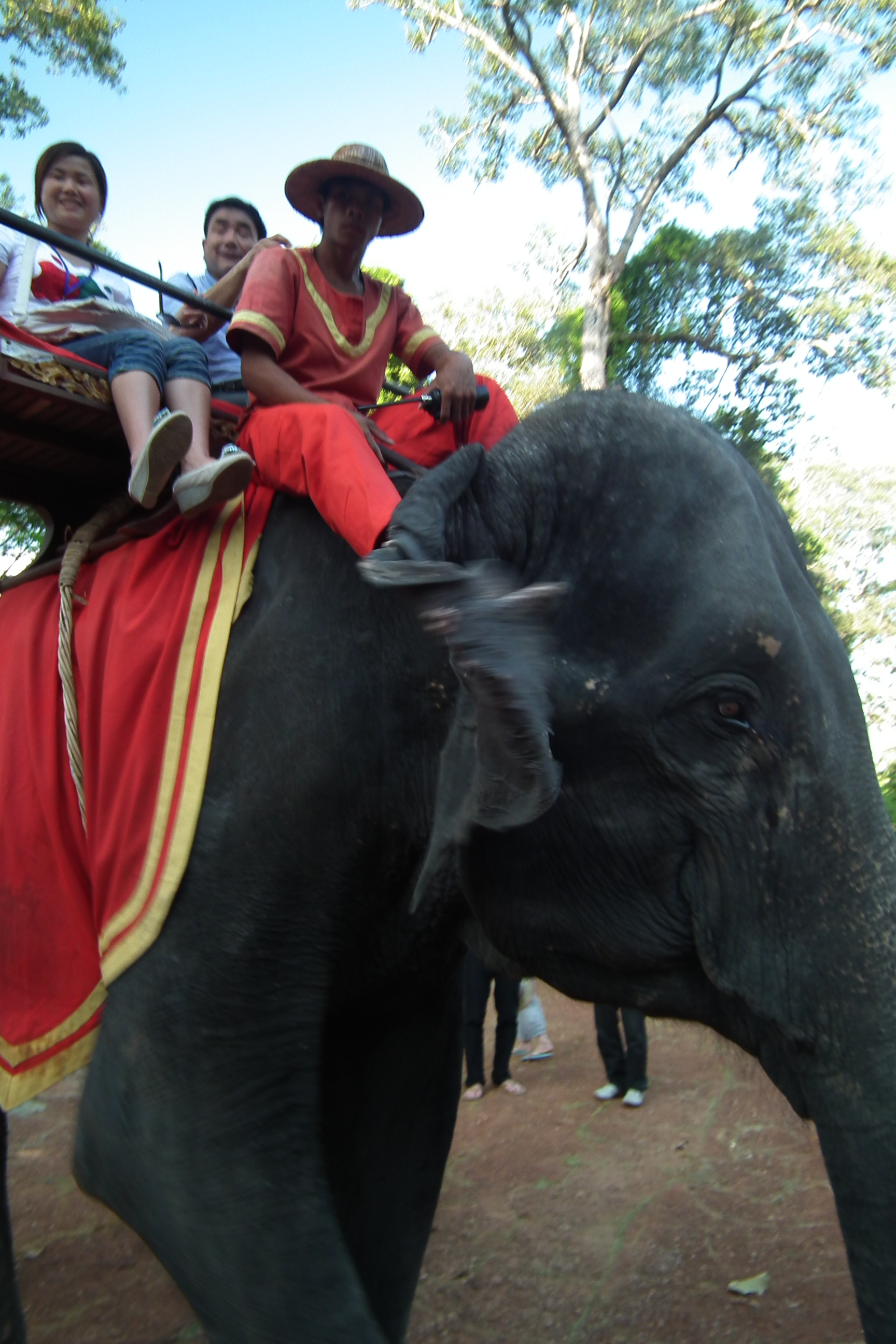
観光用の象に乗っての登山も可能
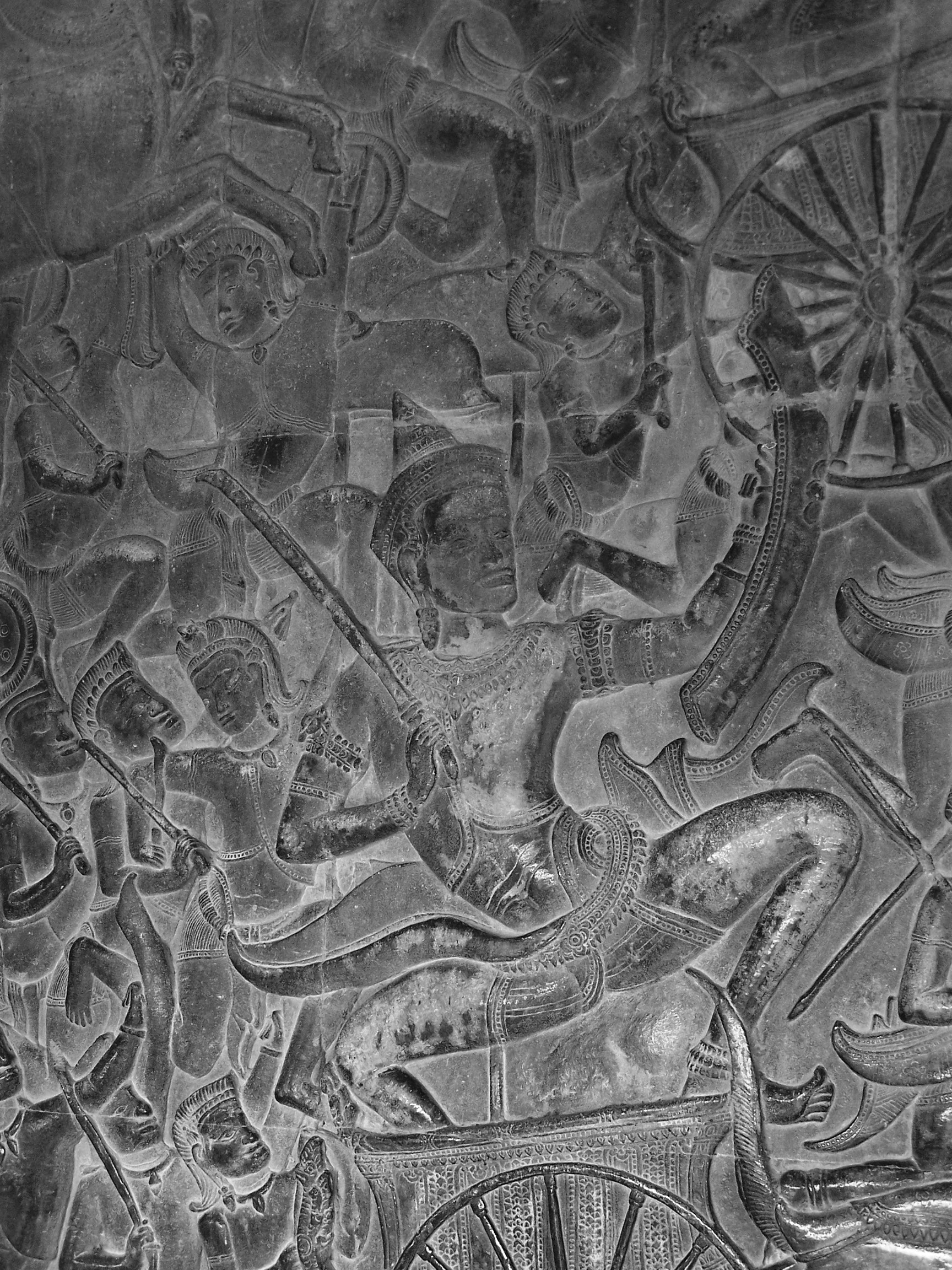
プノン・バケンの彫刻
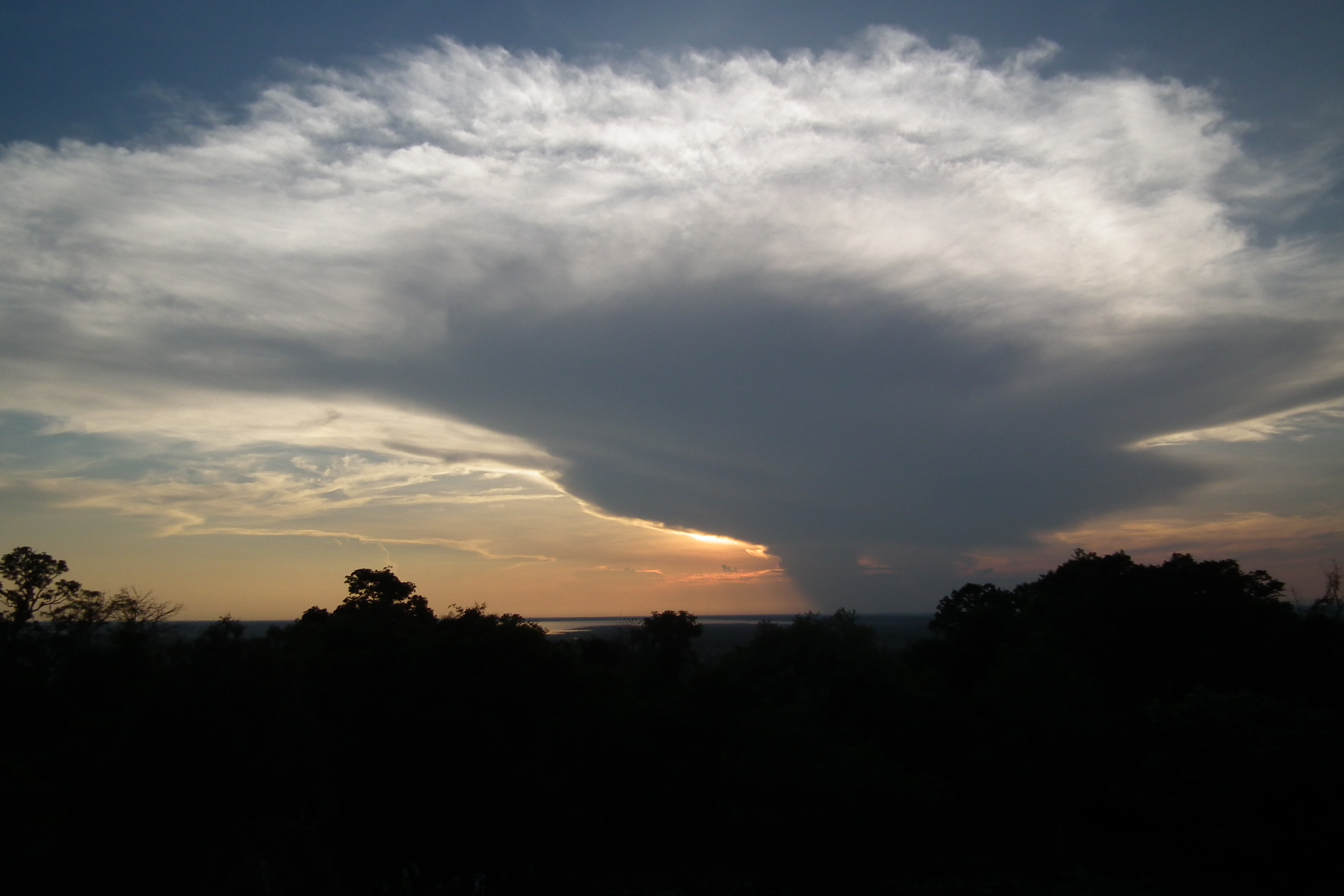
プノン・バケンからみる夕景
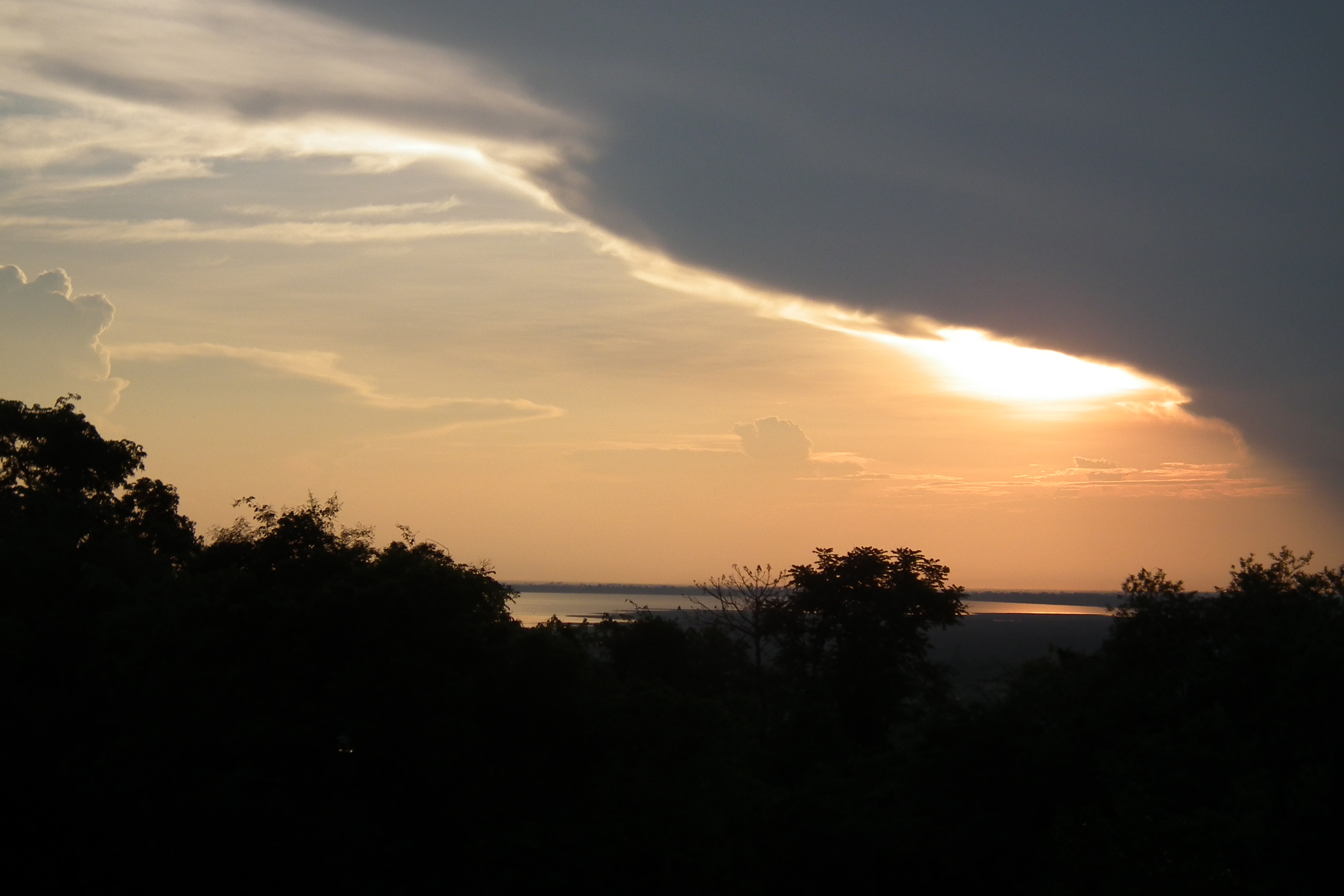
夕日とトンレサップ湖
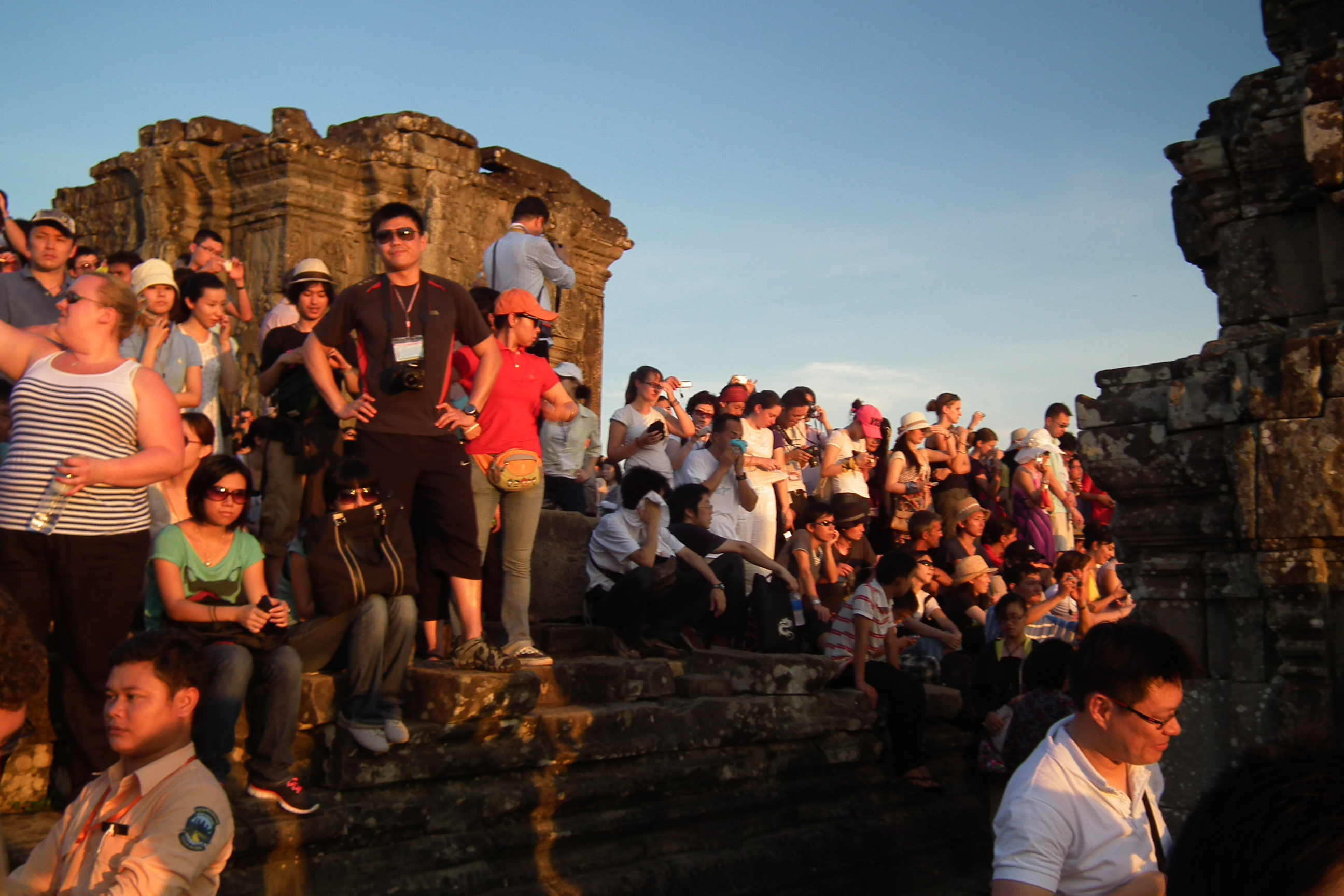
夕日のビュー・ポイントであるため、夕刻には人だかりができる
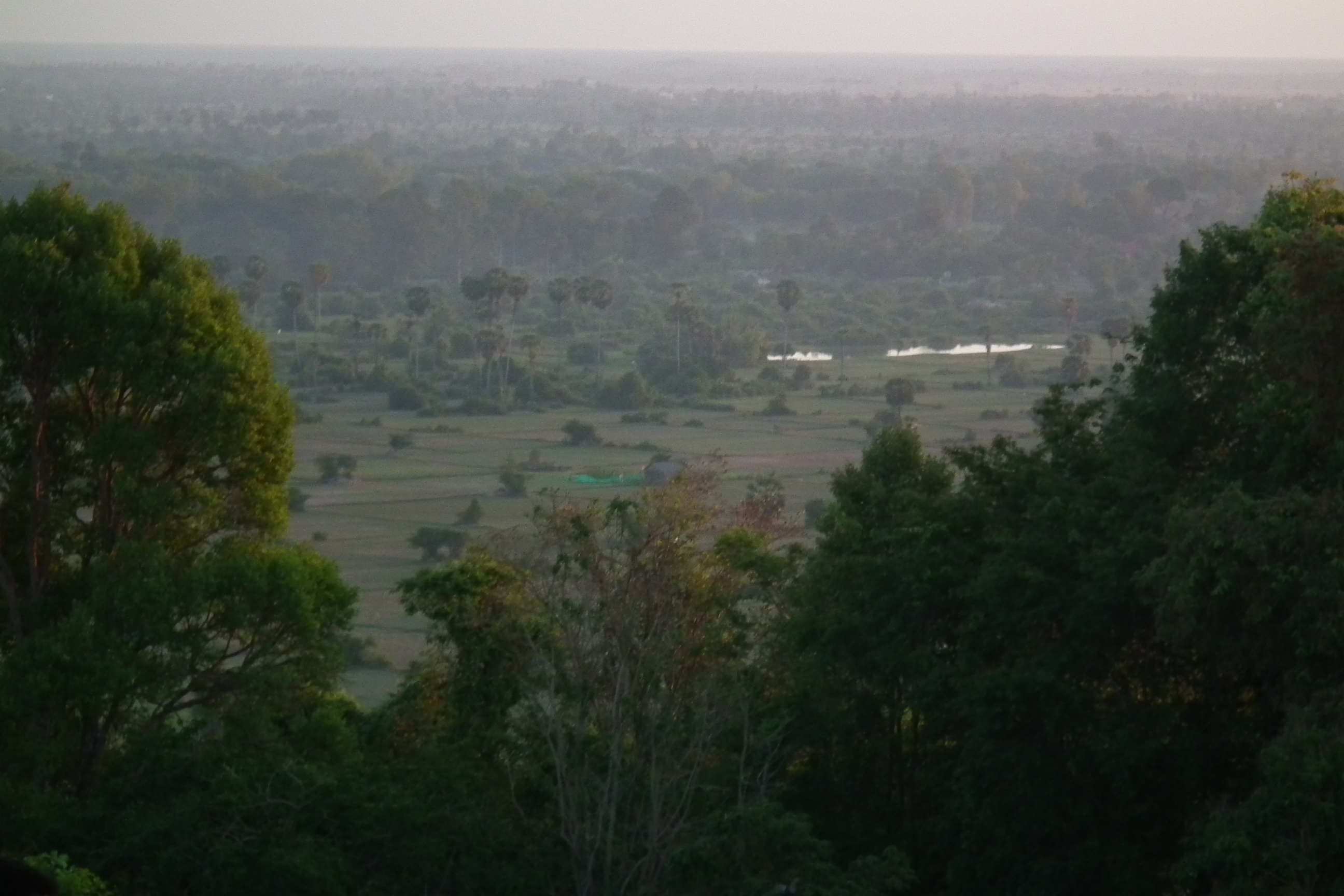
プノン・バケンより望む南部方面